# Калмон (Аверон)
Калмон (фр. Calmont) насеље је и општина у јужној Француској у региону Миди Пирене, у департману Аверон која припада префектури Родез.
По подацима из 2011. године у општини је живело 1999 становника, а густина насељености је износила 64,71 становника/km². Општина се простире на површини од 30,89 km². Налази се на средњој надморској висини од 700 метара (максималној 755 m, а минималној 473 m).

## Демографија
| 1962. | 1968. | 1975. | 1982. | 1990. | 1999. | 2011. |
| ----- | ----- | ----- | ----- | ----- | ----- | ----- |
| 1.101 | 1.163 | 1.116 | 1.224 | 1.437 | 1.582 | 1.999 |

График промене броја становника у току последњих година